# لويز دافيلد كامينغز
لويز دافيلد كامينغز (بالإنجليزية: Louise Duffield Cummings)‏ هي رياضياتية أمريكية، ولدت في 21 نوفمبر 1870 في هاميلتون في كندا، وتوفيت في 9 مايو 1947.